# Manuduktion
Manuduktion (lat. manus „Hand“ und ductus „Führung, Leitung“) ist die im Dänischen (bis ins 19. Jahrhundert) geläufige Bezeichnung für den (privaten) Unterricht (vgl. Tutorium) Studierender als Begleitung zu universitären Lehrveranstaltungen. Das Ziel der durch einen Manudukteur (dän. Manuduktør) durchgeführten Manuduktion besteht zumeist in der Vorbereitung der Studierenden auf die Examensprüfung (vgl. Repetitorium).
Die Manuduktion kann dabei auch als Privatmanuduktion Einzelner durchgeführt werden. So war zum Beispiel an der Universität Kopenhagen der dänische Theologe Hans Lassen Martensen (1808–1884) im Frühjahr 1834 der Manudukteur Sören Kierkegaards (1813–1855) über Friedrich Daniel Ernst Schleiermachers (1768–1834) Glaubenslehre; gleichzeitig zu Martensen wirkte auch der isländische Theologe Magnús Eiríksson (1806–1881) als Manudukteur von 1838 bis 1847.